# De ziener (film)
De ziener is een Nederlandse film uit 1998 van regisseur Gerrit van Elst, gebaseerd op het gelijknamige boek van Simon Vestdijk. De film werd gemaakt ter gelegenheid van het 100e geboortejaar van Vestdijk, samen met Ivoren Wachters en Het glinsterend pantser.

## Verhaal
De film gaat over voyeur Pieter le Roy, die op slinkse wijze een romance op gang probeert te brengen tussen lerares Frans Toos Rappange, die een kamer huurt bij zijn moeder, en Dick Thieme Bakker, een leerling die in dezelfde kamer bijles ontvangen van haar. Naarmate de tijd verstrijkt, krijgt hij een steeds betere band met de twee. In het slot van het verhaal verklaart Dick aan Rappange de liefde, die zij niet kan beantwoorden, als ze zich realiseert dat zij objecten zijn in het vooropgezette plan van Le Roy.

## Rolverdeling
| Acteur            | Personage            | Rolbeschrijving                             |
| ----------------- | -------------------- | ------------------------------------------- |
| Porgy Franssen    | Pieter le Roy        | voyeur, wonend bij zijn moeder              |
| Carine Crutzen    | Toos Rappange        | Lerares Frans en huurder bij mevrouw Le Roy |
| Gijs Naber        | Dick Thieme Bakker   | Leerling                                    |
| Elizabeth Hoytink | Moeder le Roy        | Hospita, moeder Pieter le Roy               |
| Liz Snoyink       | Moeder Thieme Bakker | moeder van Dick                             |

## Nominaties
Porgy Franssen (Beste Acteur in TV-Drama) en Elizabeth Hoytink (Beste Actrice in TV-Drama) werden genomineerd voor een Gouden Kalf.